# 노보셀리차

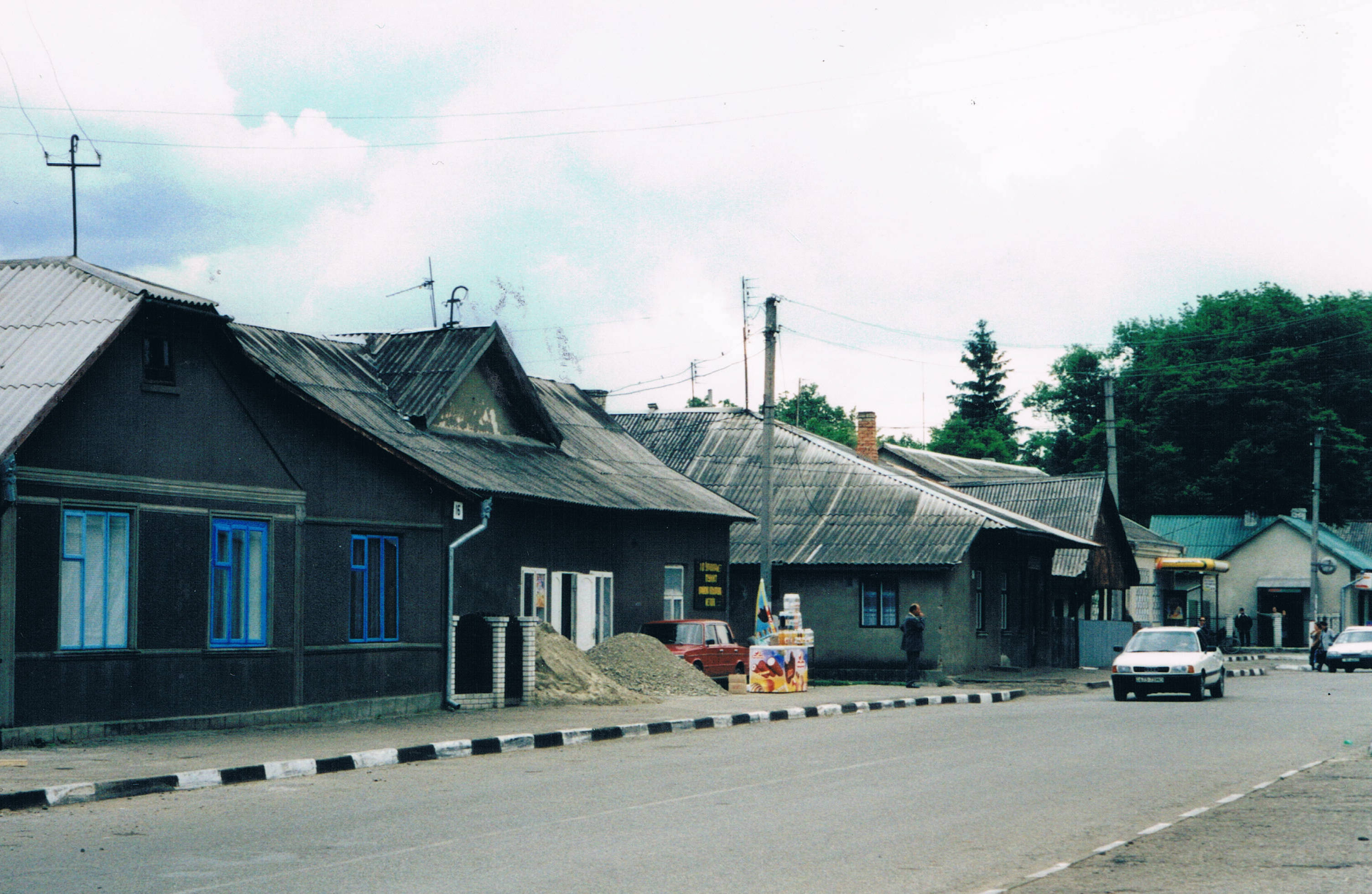

노보셀리차(우크라이나어: Новоселиця, 루마니아어: Noua Suliță 노우아술리처[*])는 우크라이나 체르니우치주에 위치한 도시로 면적은 6.47km2, 높이는 139m, 인구는 8,400명(2001년 기준)이다. 프루트강 좌안과 접한다.
1774년부터 1877년까지 오스트리아 제국, 오스만 제국, 러시아 제국 세 제국의 삼합점이 있던 곳이다.